# Marek Świerczewski
Marek Świerczewski (* 2. März 1967 in Nowy Sącz) ist ein polnischer Fußballtrainer und ehemaliger -spieler.

## Karriere

### Vereinskarriere
Der Abwehrspieler spielte während seiner Karriere in Polen für Wisła Kraków, GKS Katowice und Hutnik Kraków und in Österreich für SK Sturm Graz, FK Austria Wien, Admira Wacker Mödling und den 1. Simmeringer SC. Danach war er bis zu seinem 47. Lebensjahr im unterklassigen österreichischen Fußball aktiv.

### Nationalmannschaftskarriere
Zwischen 1994 und 1995 absolvierte Świerczewski sechs Länderspiele für Polen.

### Trainerkarriere
2013–2015 war Świerczewski Trainer beim österreichischen Amateurklub FC Polska Wien, bei dem er im Jahre 2014 als 47-Jähriger seine Karriere als Aktiver endgültig beendete. Seit 2017 ist Świerczewski Trainer beim RUSH Soccer.

## Wissenswertes
Sein jüngerer Bruder Piotr Świerczewski war ebenfalls Fußballspieler, seine Tochter Sandra Swierczewska ist eine österreichische Schwimmerin.
Sein Sohn, der ebenfalls Marek heißt, ist als Amateurfußballspieler aktiv. Er spielte beim ESK Graz, später für diverse unterklassige Vereine im Wiener Großraum.

## Erfolge
- Polnischer Pokalsieger: 1991, 1993
- Polnischer Supercupsieger: 1992
- Österreichischer Pokalsieger: 1996, 1997
- Österreichischer Supercupsieger: 1997
- Dritter Platz U-18-EM: 1984